# Île Su
L'île Su est un îlot de Nouvelle-Calédonie dans les Pléiades du Sud, une des îles Loyauté.